# Арго (филм)
Арго (енгл. Аrgo) амерички је биографски историјско-драмски трилер из 2012. године, који је режирао и продуцирао Бен Афлек. Заснован је на новинским чланцима објављеним 2007. године у којима је Тони Мендез, оперативац агенције ЦИА, водио спасавање шесторо америчких дипломата из Техерана у Ирану током Иранске талачке кризе 1979. године.
У филму су главне улоге остварили Бен Афлек као Мендес, Брајан Кранстон, Алан Аркин и Џон Гудман, a филм је у дистрибуцију кренуо 12. октобра 2012. године у САД, уз критичке хвалоспеве и зараду од преко 232 милиона долара на биоскопским благајнама. Критичари су нарочито похвалили глуму, режију, сценарио, монтажу и музику.
Арго је био номинован за седам Оскара, а победу је однео у категоријама за најбољи филм, најбољи адаптирани сценарио (Крис Терио) и најбољу монтажу. Такође је био номинован за пет награда Златни глобус, од којих је освојио два; за најбољи играни филм (драма) и најбољег редитеља. Удружење холивудских глумаца прогласило га је филмом са најбољим глумачким ансамблом 2012. године, а Алан Аркин је такође био номинован за глумца у споредној улози, као и за Златни глобус, уз награду Удружења холивудских глумаца.

## Радња
Ирански исламисти 4. новембра 1979. упадају у амбасаду Сједињених Америчких Држава у Техерану у знак одмазде што је амерички председник Џими Картер дао шаху, апсолутном монарху којег су западне силе подржавале, азил у САД током Иранске револуције, ради лечења од рака. Шездесет и шест запослених у амбасади је узето за таоце, али шесторо људи избегава заробљавање и склањају се у кући канадског амбасадора Кена Тејлора.
Пошто се ситуација око шест бегунаца чува у тајности, амерички Стејт департмент почиње да истражује опције за њихово извлачење из Ирана. Тони Мендез, специјалиста за ексфилтрацију Централне обавештајне агенције, доведен је на консултације. Он критикује њихове предлоге, али је на губитку када му се тражи алтернатива. Док разговара телефоном са својим сином, добија инспирацију филмом Битка за планету мајмуна и почиње да смишља планове за причу са којом ће извући бегунце: они ће се представити као канадски филмски ствараоци који у Ирану траже егзотичне локације за снимање научнофантастичног филма.
Мендез контактира Џона Чејмберса, холивудског шминкера који је раније радио за ЦИА. Чејмберс повезује Мендеза са филмским продуцентом Лестером Сигелом. Заједно оснивају лажну филмску продукцијску компанију, објављују своје планове и успешно пуштају причу да развијају филм Арго, „научнофантастичну авантуру” у стилу Ратова звезда, како би својој причи дали кредибилитет. У међувремену, бегунци постају немирни. Револуционари састављају фотографије амбасаде исецкане пре заузимања исте и схватају да се неки чланови особља воде као нестали.
Представљајући се као продуцент филма Арго, Мендез долази у Иран под псеудонимом Кевин Харкинс и састаје се са шесторо бегунаца. Он им даје канадске пасоше и лажне идентитете. Иако се плаше да поверују у Мендезов план, невољно полазе са њим, знајући да и он ризикује свој живот. Извиђачка посета базару у циљу да се поткрепи њихова прича полази по злу се када један непријатељски расположени продавац почне да их узнемирава, али њихов ирански водич их тера од непријатељске гомиле.
Мендезу је речено да је операција отказана у корист планираног војног спасавања талаца. Он ипак наставља са планом, приморавајући свог шефа, заменика директора Џека О’Донела да на брзину поново добије овлашћење за мисију и поново резервише њихове отказане карте за лет Свисером. Тензије расту на аеродрому, где се нове резервације карата бегунаца потврђују тек у последњем тренутку, а на позив главног чувара лажној продукцијској кући у Холивуду одговорено је тек у последњем тренутку. Бегунци се укрцавају у авион, а отприлике у исто време аеродромске власти су упозорене на превару. Покушавају да их зауставе, али авион је успео да полети.
Да би се заштитили таоци који су остали у Техерану од одмазде, свако учешће САД у спасавању је поречено, а пуна заслуга се приписује канадској влади и њеном амбасадору (који затвара амбасаду и напушта Иран са својом супругом док је операција у току). Амбасадорова иранска домаћица, која је знала за Американце и лагала револуционаре да би их заштитила, бежи у Ирак. Мендезу је додељена обавештајна звезда, али због поверљиве природе мисије, он тајно прима медаљу и мора да је врати касније. Мендез се враћа жени и сину у Вирџинији.
Филм се завршава објашњењем шта се догодило након приказаних догађаја: таоци су ослобођени после 444 дана, Мендез и Чејмберс су остали пријатељи до Чејмберсове смрти 2001. године, Бил Клинтон је вратио Мендезу звезду 1997. након што је канадски план декласификован, и он живи са својом породицом у руралном Мериленду.

## Улоге
| Глумац           | Улога                      |
| ---------------- | -------------------------- |
| Бен Афлек        | Тони Мендез                |
| Брајан Кранстон  | Џек О’Донел                |
| Алан Аркин       | Лестер Сигел               |
| Џон Гудман       | Џон Чејмберс               |
| Тејт Донован     | Роберт Андерс              |
| Клеа Дувал       | Кора Лијек                 |
| Кристофер Денам  | Марк Лијек                 |
| Скут Макнери     | Џо Стафорд                 |
| Кери Бише        | Кети Стафорд               |
| Рори Кокрен      | Ли Шац                     |
| Виктор Гарбер    | Кен Тејлор                 |
| Кајл Чандлер     | Хамилтон Џордан            |
| Крис Месина      | Малинов                    |
| Жељко Иванек     | Роберт Пендер              |
| Титус Веливер    | Џон Бејтс                  |
| Боб Гантон       | Сајрус Венс                |
| Филип Бејкер Хол | Стенсфилд Тарнер           |
| Ричард Кајнд     | Макс Клајн                 |
| Мајкл Паркс      | Џек Кирби                  |
| Тејлор Шилинг    | Кристина Мендез            |
| Адријен Барбо    | Нина, бивша супруга Сигела |